# Grand Prix Malajsie 2008
Grand Prix Malajsie 2008 ( X Petronas Malaysian Grand Prix ) druhý závod 59. ročníku mistrovství světa vozů Formule 1, historicky již 787. grand prix, se uskutečnil na trati Sepang nedaleko města Kuala Lumpur. V dějišti Grand Prix Malajsie panovaly přímo tropické podmínky, teplota vzduchu byla 31 °C, teplota trati 45 °C a vlhkost 71 %.
Oficiální plakát[nedostupný zdroj]

## Společenské a doprovodné akce

### Společenské akce
Air Asia Airlines, představili nové barevné řešení jednoho svého stroje z leteckého parku. Za účasti týmu Williams dostalo jedno z letadel stejné zbarvení jako přilba pilota Nica Rosberga. Grand Prix Malajsie byla doprovázena také slavnostním banketem, za účasti jezdců, konstruktérů a šéfů týmů. Večerem provázela známa Paula Malai Ali z brunejské televize, kde uvádí pořad ESPN Star Sports. Mezi hosty byl i známý fotograf Steve Slater, Tony Fernández špičkový hráč baseballu z Dominikánské republiky nebo malajsijský módní návrhář Bernard Chandran. Stejně jako v Austrálii tak i v Malajsii bylo vybráno deset dívek, které se utkaly o titul Formula Una. Všechny dívky byly vybrány v Singapuru a vítězkou se stala 18letá studentka Jamie Lee Franklandová. Do finále v San Paulo se kvalifikovala Lutfiah Abdul Jabbarová, 25letá modelka ze Singapuru.

### Závody
Součásti jubilejního desátého ročníku Grand Prix Malajsie byl i závod asijské série GP2, prvnímu závodu dominoval ruský pilot stáje Campos, Vitalij Petrov. V nedělnímu sprintu se pak nejlépe dařilo japonskému pilotovi Kamui Kobajašimu. Další sérií, která se v Malajsii představila, byla Speedcar Series  ve které startuje řada bývalých hvězd formule 1, jako Stefan Johansson, Alex Yoong, Gianni Morbidelli, Jean Alesi, Johnny Herbert, Christian Danner, Heinz-Harald Frentzen nebo Jacques Villeneuve. Na trati v Sepangu si prvenství z prvního závodu odnesl, bývalý pilot Ferrari Jean Alesi a ve druhé jízdě zvítězil Uwe Alzen. Dalším zpestřením závodního víkendu byl asijský Porsche Carrera Cup, ve kterém se o prvenství v obou jízdách podělili Christian Menzel a Darryl O’Young. Další asijskou sérii byla formule BMW, v prvním závodě zvítězil Ross Jamison a ve druhé jízdě zvítězil Simon Moss.

## Průběh závodu

### Tréninky
Na nově položeném asfaltovém koberci se vozy z počátku potýkali s nedostatečnou přilnavostí. Nejlépe si s tím poradili oba piloti stáje Ferrari, Felipe Massa nadělil svému stájovému kolegovi nečekaně 1,067 sekundy. Je ovšem třeba zdůraznit, že Kimi Räikkönen odjel pouze 8 kol, poté zůstal stát na trati s prázdnou nádrží, dle vyjádření vedení stáje nefungovalo radiové spojení mezi Kimiho vozem a jeho závodním inženýrem. Na trati se odehrávala spousta zajímavých okamžiků. Nejprve Adrian Sutil odstoupil pro poruchu motoru, následně měl problémy David Coulthard, když se po přejetí obrubníku úplně rozsypalo přední zavěšení jeho Red Bullu. Vzhledem k tomu, že i v Austrálii stáj Red Bull měla problémy s křehkostí vzpěr předního zavěšení, byly vozy pod drobnohledem sportovních komisařů, kteří dokonce zvažovali možnost zákazu startu pro Red Bull v GP Malajsie. Oba jezdci stáje Williams se nedokázali vyrovnat s nízkou přilnavosti a Nico Rosberg se na přední pozice dostal jen díky nestandardně měkké směsi pneumatik.
Ve druhém tréninku k sobě měla první trojice jezdců (Hamilton, Massa a Räikkönen) mnohem blíže (všichni tři se vtěsnali do 0,373s), než jak tomu bylo v ranním tréninku. Jenson Button na čtvrtém místě ztrácel již téměř jednu sekundu. Nečekaný výpadek měl druhý pilot McLarenu Heikki Kovalainen, který dosáhl jen na sedmou příčku. Stejně překvapující jako čtvrtá příčka Hondy je i umístění Sebastiana Vettela na pátém místě. Během tréninku se dokonce vůz Toro Rosso německého pilota držel dlouhou dobu na druhé příčce, zatímco jeho týmový kolega Bourdais nedokázal zajet jediné měřené kolo. Do první desítky se dostal i velmi vyrovnaně jezdící Giancarlo Fisichella, který tak znovu deklasoval svého týmového kolegu Adriana Sutila.
Skvěle si počínal i Fisichelluv krajan Jarno Trulli, který svou Toyotu dovezl na šestou příčku a předčil tak jak McLaren Heikki Kovalainena tak obě BMW. Robert Kubica, lepší z obou pilotů BMW zajel osmý čas, zatímco Nick Heidfeld dosáhl pouze na 13. příčku, kterou uhájil jen těsně před dvojicí jezdců z Renaultu (Alonso a Piquet). Vozy Williams znovu nedokázali najít recept na nedostatečnou přilnavost a obsadili 10. respektive 12. místo (Nakadžima a Rosberg). Poslední příčky patřily vozům Super Aguri a Red Bull, dokonce David Coulthard pod vlivem dopoledních problémů s předním zavěšením, na trať nevyjel.
Nick Heidfeld překonal obě Ferrari ve třetím a posledním tréninku na Grand Prix Malajsie.
Pilot stáje BMW Sauber se do čela vyhoupl v samém závěru tréninku a odsunul tak Felipe Massu i Kimi Raikkonena, kteří dominovali z velké části celému rannímu tréninku. Stejně jako v Melbourne se vozy stáje McLaren v této části tréninku na trati příliš neobjevily, Lewis Hamilton a Heikki Kovalainen se umístili na 11. respektive 16. místě.
Na čtvrtém místě se umístil Jarno Trulli následován oběma vozy Red Bull Marka Webbera a Davida Coultharda. Určitým překvapením bylo sedmé místo Nelsona Piqueta, který tak po nezdaru v Austrálii překonal svého týmového kolegu Alonsa o tři desetiny sekundy. Brazilec ze stáje Renault získal náskok v prvním sektoru svého posledního kola, ale chyboval v zatáčce 5 a 6. Jenson Button (Honda), Sebastian Vettel (Toro Rosso) a Timo Glock (Toyota) zkompletovali top ten.

### Kvalifikace

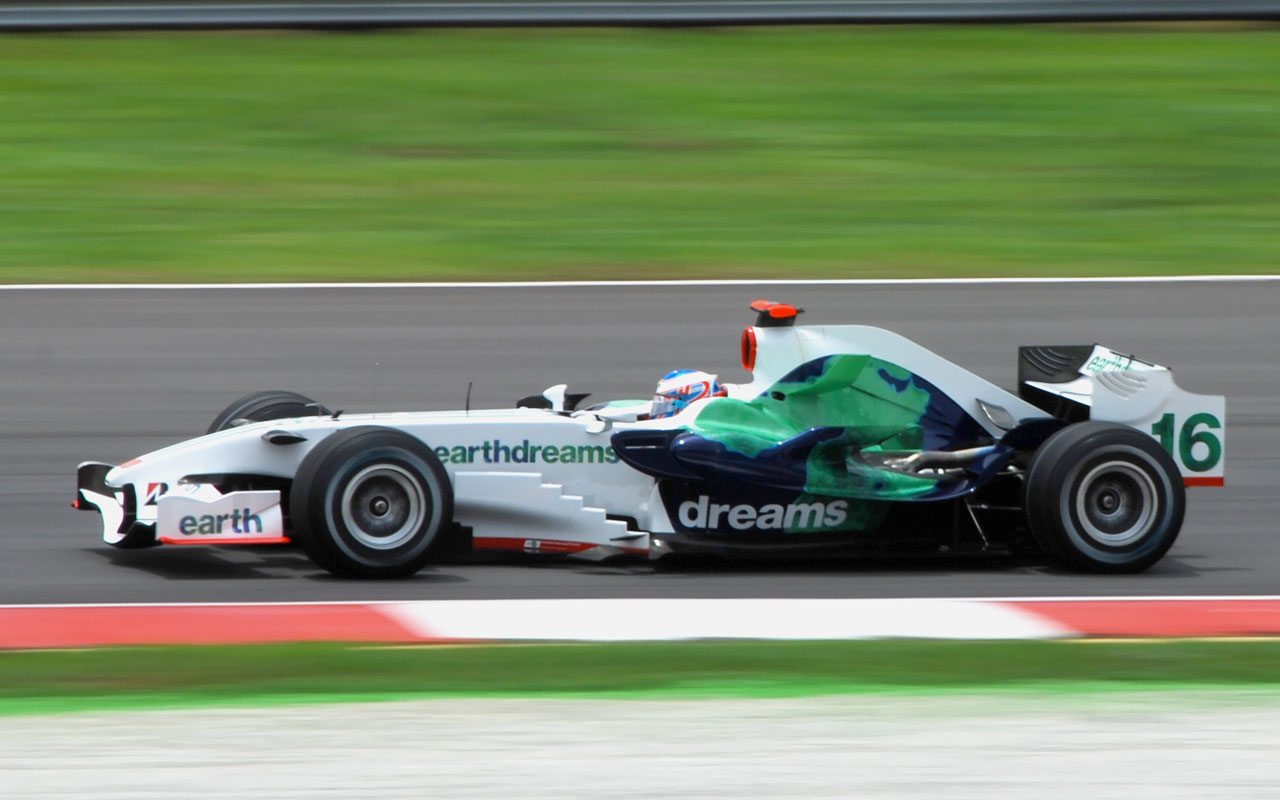
Jenson Button s vozem Honda

Nad kvalifikaci visela hrozba deště a značný zmatek ve stanovení předpovědi. Dle oficiálních údajů se měl déšť spustit na trať 30 minut od startu kvalifikace, zatímco tým Renault informoval své jezdce, že déšť se spustí za sedm minut. Diváci na trati dostali informaci o 20 minutách do začátku deště. Proto se na trať postupně vydávali všichni jezdci, aby nepromarnili šanci na dobrý čas. V první části kvalifikace se o nejlepší čas přetahovali jezdci Ferrari a McLarenu. Nejprve se na čele střídali Massa a Räikkönen, nakonec se smál ten třetí vzadu, rychle jezdící Kovalainen. Již se zdálo, že jsou karty rozdané, ale šest minut před koncem se do čela dostal nenápadně jezdící Trulli, kterého již nikdo nepřekonal. Do další části kvalifikace nepostoupili dle očekávání oba piloti Super Aguri Anthony Davidson (22.) a Takuma Sató (20.), dále Adrian Sutil na Force India (21.), Sébastien Bourdais s Toro Rosso (19.), Kazuki Nakadžima Williams (18.), kterého navíc čekal trest v podobě odsunutí o 10 míst na startu za kolizi s Kubicou z předchozí Grand Prix. Jen těsně se do druhé části nedostal Giancarlo Fisichella, kterého překonal o 4 desetiny Barrichello.
Druhá část kvalifikace měla velice podobný průběh jako první. Nejprve se o vedení přetahovali jezdci McLarenu a Ferrari, ale s blížícím se závěrem se vpředu začala objevovat i jiná jména. Ta pravá bitva se strhla až v samotném závěru, kdy do konce zbývaly pouhé dvě minuty. Postup do poslední části a právo bojovat o pole positions si zajistili Raikkonen, Massa, Hamilton, Kovalainen, Heidfeld, Kubica, Trulli, Glock, Alonso a Webber.
Nad trati v Sepangu byla stále hrozba přeháňky a tak týmy stále spekulovaly nad volbou pneumatik. Před startem do třetí a závěrečné části kvalifikace se na konci pitline seřadily vozy McLaren, Ferrari a BMW. Ale počáteční snaha o zajetí nejlepšího času se díky špatné předpovědi počasí proměnila vniveč a o pole se bojovalo, jak je už zvykem, v závěrečných kolech. Nejprve šel do čela Räikkönen, ale Massa ho překonal o půl sekundy. Druhou řadu si zajistil McLaren v pořadí Kovalainen - Hamilton, ale oba byli nakonec potrestání posunutím o pět míst na startu za extrémně pomalou jízdu na trati, poté, co oba absolvovali své kvalifikační kolo. Na třetí místo se tak dostal Jarno Trulli a ze čtvrtého startoval Robert Kubica.

### Závod
Nejlépe odstartoval Räikkönen, který se před první zatáčkou dostal na úroveň týmového kolegy Massy. Nakonec však nepokoušel osud a nechal Massu před sebou. Za zády obou vozu Ferrari se do prekérní situace dostal ze třetí pozice startující Trulli, oba jezdci stáje BMW se ho snažili předjet, ale Ital se nevzdal a svou pozici uhájil. Nejhůře z této trojice dopadl Heidfeld, který se lehce dotkl předního kola Trulliho Toyoty a navíc ztratil další dvě pozice. Ze zadních pozic se dopředu prodral Hamilton a Coulthard, oba si tak polepšili o čtyři místa. Bourdais se po smyku v šesté zatáčce dostal mimo trať a závod tak pro něj skončil. Dalším nešťastníkem byl Timo Glock, kterého zezadu podebral Nico Rosberg a přerazil mu závěs, zatímco Rosbergovi v boxech vyměnili poškozený nos a pokračoval v jízdě. Počínaje 17. kolem začaly první zastávky v boxech. jako první ke svým mechanikům zamířili Massa, Trulli a Heidfeld. Na tento okamžik čekal Räikkönen a snažil se zajíždět co nejrychlejší kola, tak aby se po své zastávce dostal před Massu.
| Jezdec         | Kolo před zastávkou | Box              | Kolo se zastávkou  | Kolo po zastávce   |
| -------------- | ------------------- | ---------------- | ------------------ | ------------------ |
| Kimi Räikkönen | 1:35,679            | 29,511           | 1:38,555           | 2:02,007           |
| Felipe Massa   | 1:35,988 (+ 0,309)  | 29,913 (+ 0,402) | 1:38,918 (+ 0,363) | 2:02,668 (+ 0,661) |

Räikkönenovi jeho strategie vyšla dokonale, po své zastávce se dostal před Massu a po zajeti Kubici do boxu se ujal i vedení. První zastávka se nevydařila Hamiltonovi, který se u mechaniků zdržel přes 41 sekund, na vině byla poškozená matice, která nešla povolit. Felipe Massa po 30. kolech ztrácel na svého kolegu již 4,9 sekundy a ve snaze dohnat tuto ztrátu chyboval a dostal se do kačírku, ze kterého se již nedostal. Na druhé místo se tak dostal Kubica, na třetí místo se díky pozdější zastávce dostal Kovalainen, čtvrtý byl skvěle jezdící Trulli, který dokázal odrazit i útok Lewise Hamiltona. Až šestý byl Heidfeld s druhým vozem BMW. Sedmým místem získal první body sezóny i Mark Webber. Jeden bod vybojoval i Alonso s vozem Renault.

## Výsledky
- 23. březen 2008
- Okruh Sepang
- 56 kol x 5,433 km = 310,408 km
- 787. Grand Prix
- 16. vítězství Kimiho Räikkönena
- 202. vítězství pro Ferrari
- 41. vítězství pro Finsko
- 147. vítězství pro vůz se startovním číslem 1
- 181. vítězství z 2 pozice na startu

| Pozice | č.  | Jezdec               | Vůz               | Kolo | Čas         | Pole | Body | Nej. kolo      | 1. Pitstop   | 2. Pitstop   | 3. Pitstop   |
| ------ | --- | -------------------- | ----------------- | ---- | ----------- | ---- | ---- | -------------- | ------------ | ------------ | ------------ |
| 1      | 1.  | Kimi Räikkönen       | Ferrari F2008     | 56   | 1:31:18.555 | 2    | 10   | 1:35.405       | 18. / 29.511 | 38. / 30.139 |              |
| 2      | 4.  | Robert Kubica        | BMW Sauber F1.08  | 56   | á 0:19,570  | 4    | 8    | 1:35.921 (6.)  | 21. / 30.507 | 43. / 28.121 |              |
| 3      | 23. | Heikki Kovalainen    | McLaren MP4-23    | 56   | á 0:38,450  | 8    | 6    | 1:35.922 (7.)  | 20. / 31.880 | 45. / 28.723 |              |
| 4      | 11. | Jarno Trulli         | Toyota TF108      | 56   | á 0:45,832  | 3    | 5    | 1:36.068 (8.)  | 17. / 30.926 | 40. / 28.692 |              |
| 5      | 22. | Lewis Hamilton       | McLaren MP4-23    | 56   | á 0:46,548  | 9    | 4    | 1:35.462       | 19. / 41.548 | 44. / 30.255 |              |
| 6      | 3.  | Nick Heidfeld        | BMW Sauber F1.08  | 56   | á 0:49,833  | 5    | 3    | 1:35.366       | 17. / 30.255 | 41. / 27.944 |              |
| 7      | 10. | Mark Webber          | Red Bull RB4      | 56   | á 1:08,130  | 6    | 2    | 1:36.696 (12.) | 16. / 31.528 | 39. / 29.249 |              |
| 8      | 5.  | Fernando Alonso      | Renault R28       | 56   | á 1:10,041  | 7    | 1    | 1:36.288 (10.) | 22. / 30.071 | 41. / 28.534 |              |
| 9      | 9.  | David Coulthard      | Red Bull RB4      | 56   | á 1:16,220  | 12   |      | 1:36.206 (9.)  | 23. / 31.229 | 44. / 28.307 |              |
| 10     | 16. | Jenson Button        | Honda RA108       | 56   | á 1:26,214  | 11   |      | 1:35.715 (4.)  | 22. / 30.459 | 43. / 28.205 |              |
| 11     | 6.  | Nelson Piquet jr.    | Renault R28       | 56   | á 1:32,202  | 13   |      | 1:36.956 (15.) | 24. / 28.678 | 40. / 29.264 |              |
| 12     | 21. | Giancarlo Fisichella | Force India VJM01 | 55   | á 1 kolo    | 17   |      | 1:36.962 (16.) | 20. / 30.125 | 38. / 30.231 |              |
| 13     | 17. | Rubens Barrichello   | Honda RA108       | 55   | á 1 kolo    | 14   |      | 1:36.693 (11.) | 24. / 29.566 | 39. / 28.516 | 46. / 18.949 |
| 14     | 7.  | Nico Rosberg         | Williams FW30     | 55   | á 1 kolo    | 16   |      | 1:36.782 (13.) | 2. / 38.701  | 29. / 33.756 |              |
| 15     | 19. | Anthony Davidson     | Super Aguri SA08  | 55   | á 1 kolo    | 21   |      | 1:38.171 (18.) | 20. / 30.945 | 39. / 29.311 |              |
| 16     | 18. | Takuma Sató          | Super Aguri SA08  | 54   | á 2 kola    | 19   |      | 1:38.504 (19.) | 18. / 30.627 | 35. / 30.981 |              |
| 17     | 8   | Kazuki Nakadžima     | Williams FW30     | 54   | á 2 kolo    | 22   |      | 1:37.711 (17.) | 16. / 30.474 | 29. / 30.755 |              |
| Pozice | č.  | Odstoupili           | Vůz               | Kolo | Důvod       | Pole | Body | Nej. kolo      | 1. Pitstop   | 2. Pitstop   | 3. Pitstop   |
| Ret    | 15. | Sebastien Vettel     | Toro Rosso STR2B  | 39   | Motor       | 15   |      | 1:36.870 (14.) | 24. / 29.252 |              |              |
| Ret    | 2.  | Felipe Massa         | Ferrari F2008     | 30   | Mimo trať   | 1    |      | 1:35.914 (5.)  | 17. / 29.913 |              |              |
| Ret    | 20. | Adrian Sutil         | Force India VJM01 | 5    | Hydraulika  | 20   |      | 1:40.330 (20.) |              |              |              |
| Ret    | 12. | Timo Glock           | Toyota TF108      | 1    | Nehoda      | 10   |      |                |              |              |              |
| Ret    | 14. | Sébastien Bourdais   | Toro Rosso STR2B  | 0    | Mimo trať   | 18.  |      |                |              |              |              |

- žlutě - nejrychlejší pitstop
- zeleně - nejpomalejší pitstop
- červeně - neplánovaná zastávka
  - Rubens Barrichello byl penalizován Stop Go, za překročení rychlosti v pit line.

## Nejrychlejší kolo
Nick Heidfeld- BMW Sauber F1.08-1:35.366
- 1. nejrychlejší kolo Nicka Heidfelda
- 1. nejrychlejší kolo pro BMW Sauber
- 96. nejrychlejší kolo pro Německo
- 47. nejrychlejší kolo pro vůz se startovním číslem 3

Vývoj nejrychlejšího kola
| Kolo     | Čas      | Jezdec         | Vůz     |
| 55. kolo | 1:35.366 | Nick Heidfeld  | BMW     |
| -------- | -------- | -------------- | ------- |
| 37. kolo | 1:35.4   | Kimi Räikkönen | Ferrari |
| 17. kolo | 1:35.7   | Kimi Räikkönen | Ferrari |
| 14. kolo | 1:35.9   | Kimi Räikkönen | Ferrari |
| 14. kolo | 1:36.0   | Felipe Massa   | Ferrari |
| 12. kolo | 1:36.1   | Felipe Massa   | Ferrari |
| 10. kolo | 1:36.3   | Felipe Massa   | Ferrari |
| 8. kolo  | 1:36.7   | Kimi Räikkönen | Ferrari |
| 6. kolo  | 1:36.8   | Felipe Massa   | Ferrari |
| 5. kolo  | 1:37.0   | Felipe Massa   | Ferrari |
| 3. kolo  | 1:37.3   | Felipe Massa   | Ferrari |
| 2. kolo  | 1:38.0   | Felipe Massa   | Ferrari |
| 1. kolo  | 1:43.3   | Felipe Massa   | Ferrari |

## Vedení v závodě
Průběh závodu kolo za kolem[nedostupný zdroj]
| Kola       | km        | Jezdec         | %   |
| ---------- | --------- | -------------- | --- |
| 1-16 kolo  | 88.688 km | Felipe Massa   | 29% |
| 17-18 kolo | 11.086 km | Kimi Räikkönen | 4%  |
| 19-21 kolo | 16.629 km | Robert Kubica  | 5%  |
| 22-38 kolo | 94.231 km | Kimi Räikkönen | 30% |
| 39-43 kolo | 27.715 km | Robert Kubica  | 9%  |
| 44-56 kolo | 72.059 km | Kimi Räikkönen | 23% |

| Massa | R | K | Räikkönen | Kubica | Räikkönen |
| ----- | - | - | --------- | ------ | --------- |

## Postavení na startu
Felipe Massa- Ferrari-1:35.748
- 10. Pole position pro Felipe Massu
- 196. Pole position pro Ferrari
- 119. Pole position pro Brazílii
- 86. Pole position pro vůz se startovním číslem 2

| *                                                          | *                                                       | Kvalifikace III.                   | Kvalifikace II.                      | Kvalifikace I.                            |
| ---------------------------------------------------------- | ------------------------------------------------------- | ---------------------------------- | ------------------------------------ | ----------------------------------------- |
| _______1_______ Felipe Massa Ferrari 1:35.748              |                                                         | Felipe Massa Ferrari 1:35.748      | Kimi Räikkönen Ferrari 1:34.188      | Jarno Trulli Toyota 1:35.205              |
|                                                            | _______2_______ Kimi Räikkönen Ferrari 1:36.230         | Kimi Räikkönen Ferrari 1:36.230    | Felipe Massa Ferrari 1:34.412        | Heikki Kovalainen McLaren 1:35.227        |
| _______3_______ Jarno Trulli Toyota 1:36.711               |                                                         | Heikki Kovalainen McLaren 1:36.613 | Lewis Hamilton McLaren 1:34.627      | Felipe Massa Ferrari 1:35.347             |
|                                                            | _______4_______ Robert Kubica BMW 1:36.727              | Lewis Hamilton McLaren 1:36.709    | Nick Heidfeld BMW 1:34.648           | Lewis Hamilton McLaren 1:35.392           |
| _______5_______ Nick Heidfeld BMW 1:36.753                 |                                                         | Jarno Trulli Toyota 1:36.711       | Heikki Kovalainen McLaren 1:34.759   | Mark Webber Red Bull 1:35.440             |
|                                                            | _______6_______ Mark Webber Red Bull 1:37.009           | Robert Kubica BMW 1:36.727         | Robert Kubica BMW 1:34.811           | Kimi Räikkönen Ferrari 1:35.645           |
| _______7_______ Fernando Alonso Renault 1:38.450           |                                                         | Nick Heidfeld BMW 1:36.753         | Jarno Trulli Toyota 1:34.825         | Nick Heidfeld BMW 1:35.729                |
|                                                            | _______8_______ Heikki Kovalainen McLaren 1:36.613      | Mark Webber Red Bull 1:37.009      | Mark Webber Red Bull 1:34.967        | Robert Kubica BMW 1:35.794                |
| _______9_______ Lewis Hamilton McLaren 1:36.709            |                                                         | Fernando Alonso Renault 1:38.450   | Timo Glock Toyota 1:35.000           | Nico Rosberg Williams 1:35.843            |
|                                                            | _______10_______ Timo Glock Toyota 1:39.656             | Timo Glock Toyota 1:39.656         | Fernando Alonso Renault 1:35.140     | Jenson Button Honda 1:35.847              |
| _______11_______ Jenson Button Honda 1:35.208              |                                                         |                                    | Jenson Button Honda 1:35.208         | Timo Glock Toyota 1:35.891                |
|                                                            | _______12_______ David Coulthard Red Bull 1:35.408      |                                    | David Coulthard Red Bull 1:35.408    | Fernando Alonso Renault 1:35.983          |
| _______13_______ Nelson Piquet Jr. Renault 1:35.562        |                                                         |                                    | Nelson Piquet Jr. Renault 1:35.562   | David Coulthard Red Bull 1:36.058         |
|                                                            | _______14_______ Rubens Barrichello Honda 1:35.622      |                                    | Rubens Barrichello Honda 1:35.622    | Nelson Piquet Jr. Renault 1:36.074        |
| _______15_______ Sebastian Vettel Toro Rosso 1:35.648      |                                                         |                                    | Sebastian Vettel Toro Rosso 1:35.648 | Sebastian Vettel Toro Rosso 1:36.111      |
|                                                            | _______16_______ Nico Rosberg Williams 1:35.670         |                                    | Nico Rosberg Williams 1:35.670       | Rubens Barrichello Honda 1:36.198         |
| _______17_______ Giancarlo Fisichella Force India 1:36.240 |                                                         |                                    |                                      | Giancarlo Fisichella Force India 1:36.240 |
|                                                            | _______18_______ Sébastien Bourdais Toro Rosso 1:36.677 |                                    |                                      | Kazuki Nakadžima Williams 1:36.388        |
| _______19_______ Takuma Sató Super Aguri 1:37.087          |                                                         |                                    |                                      | Sébastien Bourdais Toro Rosso 1:36.677    |
|                                                            | _______20_______ Adrian Sutil Force India 1:37.101      |                                    |                                      | Takuma Sató Super Aguri 1:37.087          |
| _______21_______ Anthony Davidson Super Aguri 1:37.481     |                                                         |                                    |                                      | Adrian Sutil Force India 1:37.101         |
|                                                            | _______22_______ Kazuki Nakadžima Williams 1:36.388     |                                    |                                      | Anthony Davidson Super Aguri 1:37.481     |

- Šedá -
  - Kazuki Nakadžima penalizován odsunutím o 10 míst na startu, za havárii s Robertem Kubicou v předchozí Grand Prix
  - Heikki Kovalainen a Lewis Hamilton potrestáni posunutím o 5 míst na startu za blokování soupeřů během kvalifikace.

### Tréninky
| *  | I. Trénink                                | *  | II. Trénink                               | *  | III. Trénink                              |
| -- | ----------------------------------------- | -- | ----------------------------------------- | -- | ----------------------------------------- |
| 1  | Felipe Massa Ferrari 1:35.392             | 1  | Lewis Hamilton McLaren 1:35.055           | 1  | Nick Heidfeld BMW 1:35.019                |
| 2  | Kimi Räikkönen Ferrari 1:36.459           | 2  | Felipe Massa Ferrari 1:35.206             | 2  | Kimi Räikkönen Ferrari 1:35.262           |
| 3  | Heikki Kovalainen Mclaren 1:36.556        | 3  | Kimi Räikkönen Ferrari 1:35.428           | 3  | Felipe Massa Ferrari 1:35.388             |
| 4  | Nico Rosberg Williams 1:36.578            | 4  | Jenson Button Honda 1:36.037              | 4  | Jarno Trulli Toyota 1:35.389              |
| 5  | Lewis Hamilton McLaren 1:36.626           | 5  | Sebastian Vettel Toro Rosso 1:36.474      | 5  | Mark Webber Red Bull 1:35.437             |
| 6  | Fernando Alonso McLaren 1:37.022          | 6  | Jarno Trulli Toyota 1:37.540              | 6  | David Coulthard Red Bull 1:35.653         |
| 7  | Nelson Piquet Jr. Renault 1:37.034        | 7  | Heikki Kovalainen Mclaren 1:36.512        | 7  | Nelson Piquet Jr. Renault 1:35.768        |
| 8  | Robert Kubica BMW 1:28.579                | 8  | Robert Kubica BMW 1:36.671                | 8  | Jenson Button Honda 1:35.781              |
| 9  | Jenson Button Honda 1:37.282              | 9  | Giancarlo Fisichella Force India 1:36.756 | 9  | Sebastian Vettel Toro Rosso 1:35.827      |
| 10 | Jarno Trulli Toyota 1:37.540              | 10 | Kazuki Nakadžima Williams 1:36.838        | 10 | Timo Glock Toyota 1:35.911                |
| 11 | Nick Heidfeld BMW 1:37.649                | 11 | Rubens Barrichello Honda 1:36.879         | 11 | Lewis Hamilton McLaren 1:35.927           |
| 12 | Kazuki Nakadžima Williams 1:37.649        | 12 | Nico Rosberg Williams 1:37.106            | 12 | Fernando Alonso McLaren 1:36.068          |
| 13 | Rubens Barrichello Honda 1:37.076         | 13 | Nick Heidfeld BMW 1:37.106                | 13 | Kazuki Nakadžima Williams 1:36.183        |
| 14 | Timo Glock Toyota 1:37.782                | 14 | Fernando Alonso McLaren 1:37.328          | 14 | Giancarlo Fisichella Force India 1:36.229 |
| 15 | Sebastian Vettel Toro Rosso 1:38.219      | 15 | Nelson Piquet Jr. Renault 1:37.331        | 15 | Nico Rosberg Williams 1:36.490            |
| 16 | David Coulthard Red Bull 1:38.232         | 16 | Mark Webber Red Bull 1:37.346             | 16 | Heikki Kovalainen Mclaren 1:36.529        |
| 17 | Mark Webber Red Bull 1:38.707             | 17 | Timo Glock Toyota 1:37.512                | 17 | Robert Kubica BMW 1:36.618                |
| 18 | Sébastien Bourdais Toro Rosso 1:38.798    | 18 | Adrian Sutil Force India 1:37.614         | 18 | Sébastien Bourdais Toro Rosso 1:36.668    |
| 19 | Giancarlo Fisichella Force India 1:39.046 | 19 | Takuma Sató Super Aguri 1:39.021          | 19 | Takuma Sató Super Aguri 1:36.908          |
| 20 | Takuma Sató Super Aguri 1:40.178          | 20 | Anthony Davidson Super Aguri 1:39.361     | 20 | Adrian Sutil Force India 1:36.939         |
| 21 | Anthony Davidson Super Aguri 1:40.351     | 21 | Sébastien Bourdais Toro Rosso - -- ---    | 21 | Anthony Davidson Super Aguri 1:37.140     |
| 22 | Adrian Sutil Force India 1:41.269         | 22 | David Coulthard Red Bull - -- ---         | 22 | Rubens Barrichello Honda 1:37.703         |

## Zajímavosti
- 10. GP pro Sebastiana Vettela
- Nick Heidfeld získal své první nejrychlejší kolo, zároveň vytvořil nový rekord a to tím, že své první nejrychlejší kolo zajel ve své 134 GP, překonal tak Rubense Barrichella a Thieryho Boutsena, nejrychlejší kolo zajeli ve svých 114 GP.

| Pole position | Vítězství      | Nej. kolo        |
| Brazílie      | Finsko         | Německo          |
| Felipe Massa  | Kimi Räikkönen | Nick Heidfeld    |
| Ferrari F2008 | Ferrari F2008  | BMW Sauber F1.08 |
| 1'35.748      | 1:31'18.555    | 1'35.366         |
| 208.410 km/h  | 203.971 km/h   | 209.244 km/h     |
| ------------- | -------------- | ---------------- |

### Stav MS
- GP - body získané v této Grand Prix

| *  | Jezdec             | Body | GP | * | Vůz        | Body | GP | * | Stát           | Body | GP |
| -- | ------------------ | ---- | -- | - | ---------- | ---- | -- | - | -------------- | ---- | -- |
| 1  | Lewis Hamilton     | 14   | 4  | 1 | McLaren    | 24   | 10 | 1 | Finsko         | 21   | 16 |
| 2  | Nick Heidfeld      | 11   | 3  | 2 | BMW        | 19   | 11 | 2 | Německo        | 17   | 3  |
| 3  | Kimi Räikkönen     | 11   | 10 | 3 | Ferrari    | 11   | 10 | 3 | Velká Británie | 14   | 4  |
| 4  | Heikki Kovalainen  | 10   | 6  | 4 | Williams   | 9    |    | 4 | Polsko         | 8    | 8  |
| 5  | Robert Kubica      | 8    | 8  | 5 | Renault    | 6    | 1  | 3 | Španělsko      | 6    | 1  |
| 6  | Nico Rosberg       | 6    |    | 6 | Toyota     | 5    | 5  | 3 | Itálie         | 5    | 5  |
| 7  | Fernando Alonso    | 6    | 1  | 4 | Toro Rosso | 2    |    | 4 | Japonsko       | 3    |    |
| 8  | Jarno Trulli       | 5    | 5  | 8 | Red Bull   | 2    | 2  | 8 | Francie        | 2    |    |
| 9  | Kazuki Nakadžima   | 3    |    |   |            |      |    | 9 | Austrálie      | 2    | 2  |
| 10 | Sébastien Bourdais | 2    |    |   |            |      |    |   |                |      |    |
| 11 | Mark Webber        | 2    | 2  |   |            |      |    |   |                |      |    |